# Margaret Marrs
Margaret Marrs (nacida Lewin, 1929) es una programadora informática inglesa. Fue la operadora principal de la EDSAC. EDSAC fue una de las primeras computadoras británicas construidas en el Laboratorio de Matemáticas de la Universidad de Cambridge en Inglaterra, y el segundo computador de programa almacenado electrónico digital que entró en servicio regular.

## Educación
Nacida en Lancashire, Marrs creció en un pueblo llamado Simonstone. Asistió a la Clitheroe Royal Grammar School donde estudió matemáticas, latín y francés como sus asignaturas para conseguir el graduado. Estudió matemáticas en  Girton College ( Cambridge), graduándose en 1948.

## Carrera
En 1951, Marrs trabajó como programadora de computadoras para Ferranti, una empresa de ingeniería eléctrica y de equipos del Reino Unido con sede en Manchester. Su trabajo para la firma consistió en adaptar 39 ecuaciones diferenciales para computadoras automáticas. Esto se hizo trabajando en un artículo publicado a fines de la década de 1940 por Stanley Gill, adaptando el método de Runge-Kutta para resolver ecuaciones diferenciales para computadoras automáticas.
En 1952, Marrs regresó a Cambridge donde fue empleada por University of Cambridge Mathematical Laboratory como la operadora principal de EDSAC.